# 赫尔穆特·农恩
赫尔穆特·农恩（德語：Helmut Nonn，1933年10月18日—），德国男子曲棍球运动员。他曾代表德国联队参加1956年和1960年夏季奥林匹克运动会曲棍球比赛，其中1956年奥运会获得一枚铜牌。